# Club de Vela de Coconut Grove

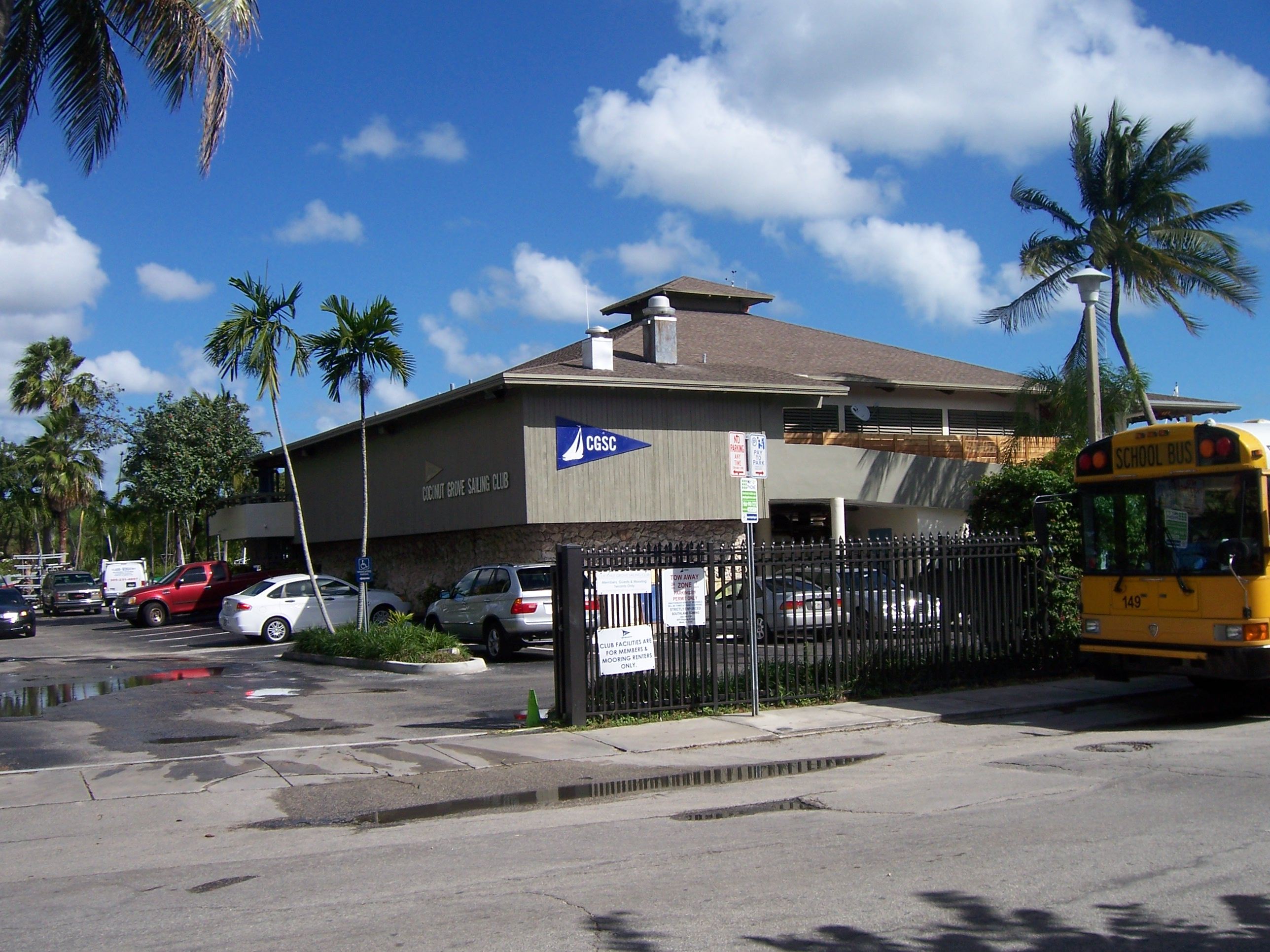
Entrada al club.

El Club de Vela de Coconut Grove (Coconut Grove Sailing Club en idioma inglés y oficialmente) es un club náutico ubicado en el barrio de Coconut Grove, al sur de Miami, Estados Unidos. 
Es uno de los clubes anfitriones de la Copa del Mundo de Vela en Miami. 

## Historia
Fue fundado en 1946 para practicar el deporte de la vela en un lugar de Bahía Vizcaína que fuese seguro para los niños y donde se pudiese desarrollar una escuela de vela. En 2006 organizó el campeonato del hemisferio occidental y oriente y en 2024 el campeonato del mundo juvenil de la clse Snipe.

## Flotas
Tiene flotas de Performance Handicap Racing Fleet (PHRF), Pearson Ensign, Flying Scot, Beneteau, Melges 20, Snipe y Sunfish.

## Deportistas
Destaca la saga de campeones de origen cubano de la familia Diaz, liderados por Gonzalo Diaz Sr., que fue medalla de plata con el equipo de Cuba en los Juegos Panamericanos de 1959, y su hijo Augie Diaz, que ganó dos campeonatos del mundo de la clase Snipe (con Jon Rogers en 2003 y con Pamela Kelly en 2005) y un campeonato del mundo de la clase Star (con Bruno Prada en 2016).